# 宽豆蟹
宽豆蟹为豆蟹科豆蟹属的动物。在中国大陆，分布于山东等地，生活环境为海水，常见与杂色蛤仔共栖。